# Kalimanci
Kalimantsi ou Kalimanci (en macédonien Калиманци) est un village de l'est de la Macédoine du Nord, situé dans la municipalité de Vinitsa. Le village comptait 239 habitants en 2002. Il est connu pour son lac.

## Démographie
Lors du recensement de 2002, le village comptait :
- Macédoniens : 239